# قصعين متعدد السوق
قصعين متعدد السوق (الاسم العلمي:Salvia multicaulis) هو نوع من النباتات يتبع جنس القصعين من الفصيلة الشفوية.